# Hoog Kortrijk
Hoog Kortrijk is het stadsdeel ten zuiden van de autosnelweg E17 in Kortrijk en ten zuiden van de historische binnenstad.

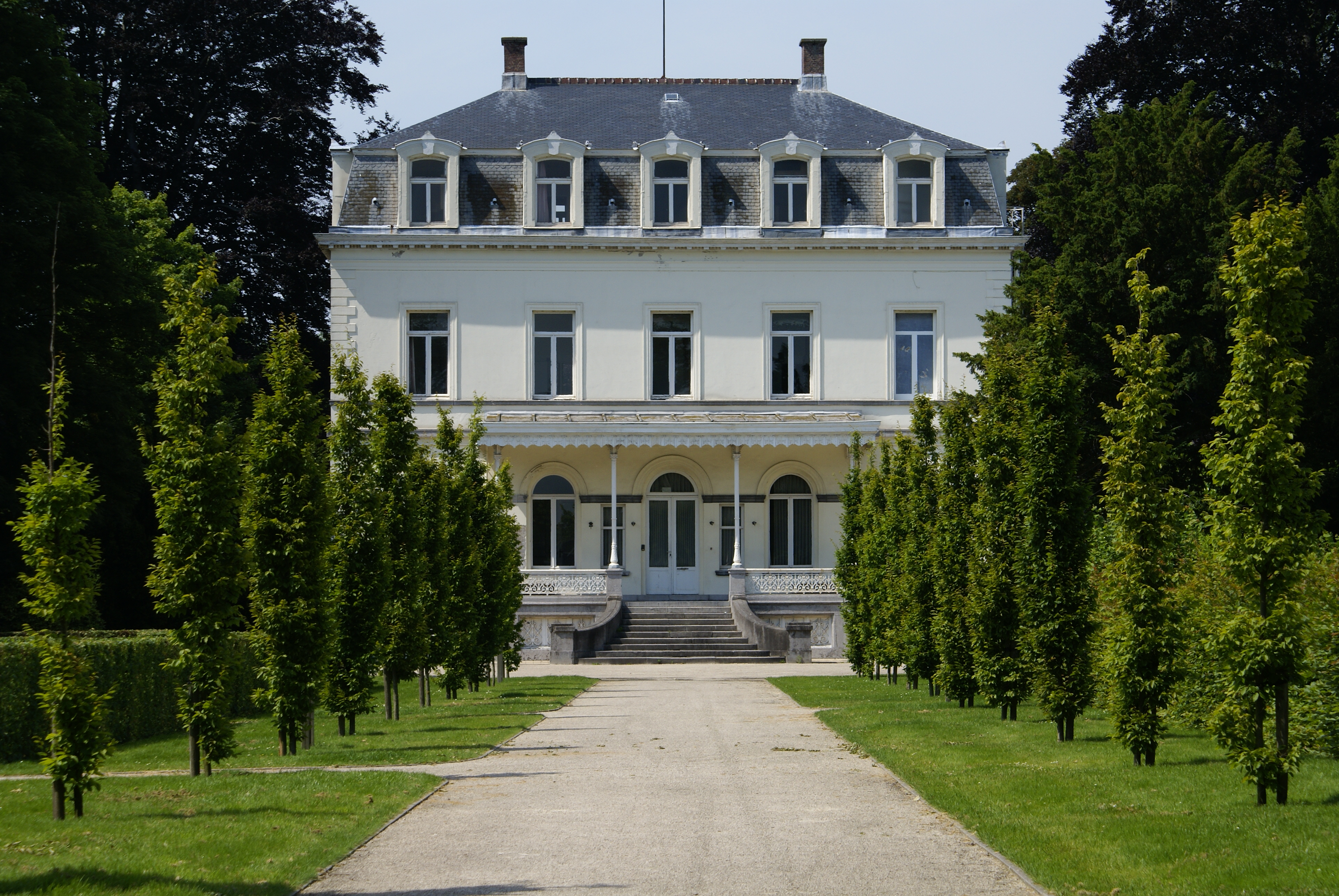
Kasteel 't Hooge

## Geschiedenis
De naam Hoog Kortrijk verwijst naar het kasteel  't Hooghe dat centraal in dit gebied gelegen is, maar overschrijdt tegelijkertijd deze toponymische omschrijving en neemt een veel ruimer gebied in zich op. Hoog Kortrijk is een belangrijke ontwikkelingspool binnen de stedelijke ontwikkeling van de stad Kortrijk.
Met het oog op het ontwikkelen van een samenhangende structuur en een herkenbare identiteit voor het stadsdeel werd begin 1990 door het Stadsbestuur van Kortrijk en de Intercommunale Leiedal beslist een meervoudige stedenbouwkundige wedstrijd uit te schrijven. Zo kon dit stadsdeel als een volwaardig deel van de stad gaan functioneren. De opdracht bestond erin
1. een stedenbouwkundig plan te ontwikkelen dat tot doel heeft het gebied Hoog Kortrijk zo te structureren dat de expansiemogelijkheden van het gebied worden versterkt;
2. de verspreide functies tot een stedelijk geheel samengroeien en er dientengevolge een herkenbaar beeld ontstaat;
3. een sterke band met de binnenstad wordt uitgebouwd zodat beide polen van het oude en het nieuwe elkaar verrijken en één geheel uitmaken".
De deelnemers waren:
- Stéphane Beel (BE)
- Rem Koolhaas (NL)
- Bernardo Secchi (IT)
- Bob Van Reeth (BE)

Deze wedstrijd liep van 30 maart 1990 tot 1 oktober 1990. Alle ontwerpers hadden een indrukwekkend werkstuk afgeleverd. De Italiaanse stedenbouwkundige Bernardo Secchi was de laureaat.

## Regionaal-stedelijke functies

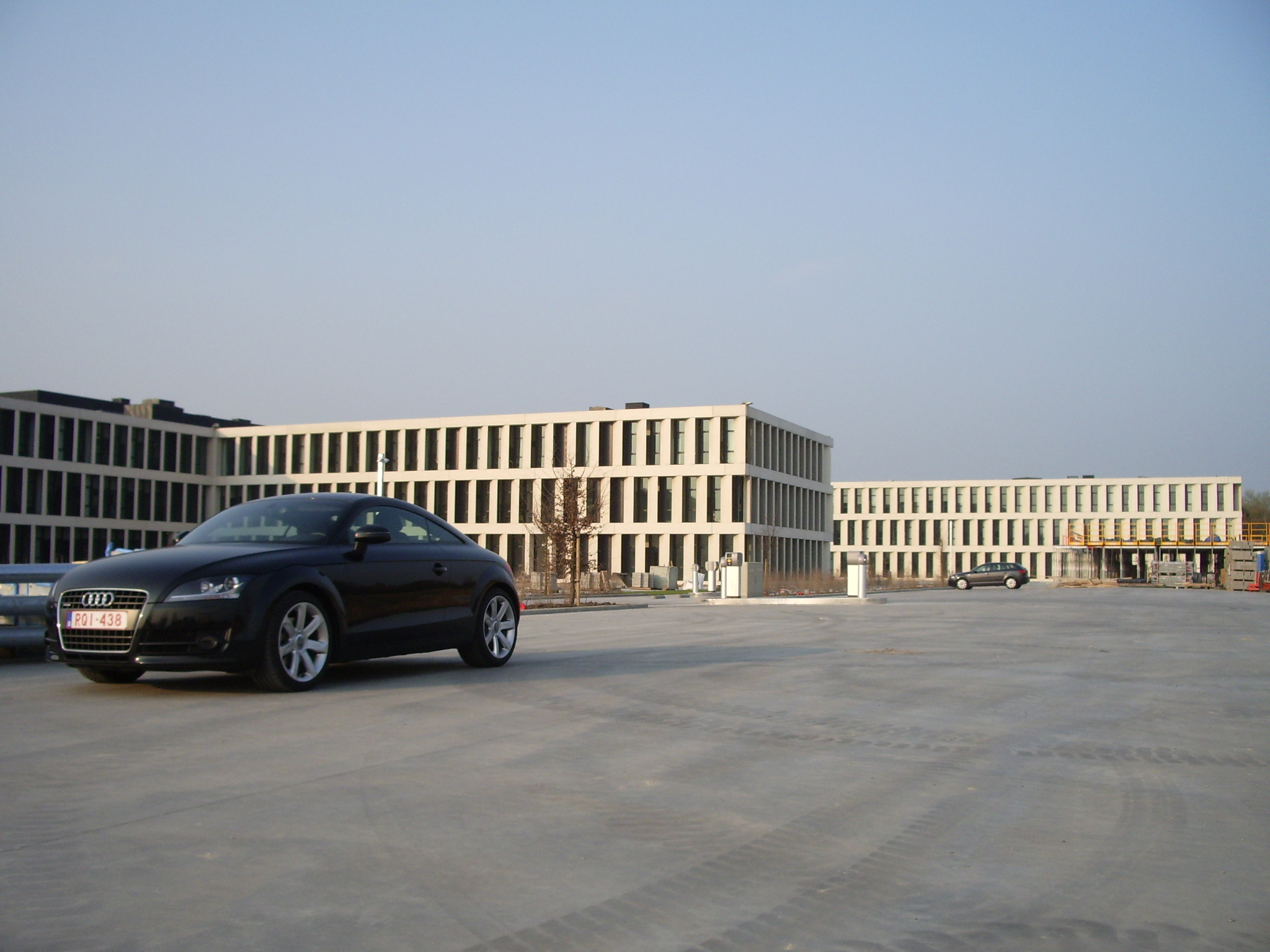
De campus Kennedylaan van het AZ Groeninge net voor opening april 2010

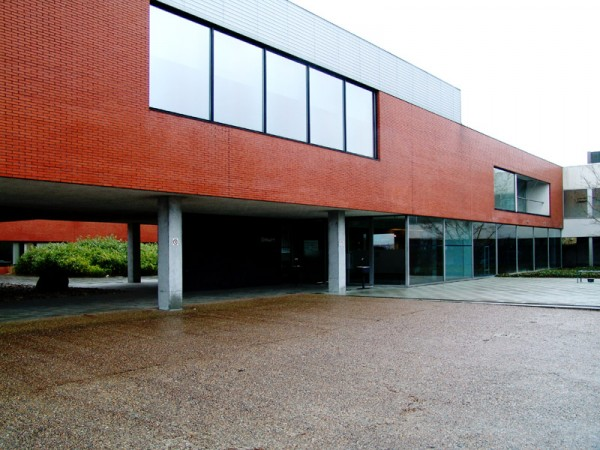
Gebouw B

Binnen Hoog Kortrijk hebben zich de laatste drie decennia een aantal hoogwaardige stedelijke en regionale functies gevestigd. Zo bevinden zich in dit stadsdeel:
- Handel en diensten
  - het bedrijvenpark Kennedypark
  - het internationale beurzencomplex Kortrijk Xpo
  - Meeting Center Gruzenberg
  - Topsporthal Lange Munte
  - De nieuwe campus Kennedylaan van het ziekenhuis AZ Groeninge (opening in 2010)
  - Begraafplaats Hoog-Kortrijk (ontworpen door Bernardo Secchi)
  - Crematorium 'Uitzicht' (ontworpen door Pritzker Prize 2011-winnaar E. Souto de Moura)
- Onderwijsinstellingen
  - de Kortrijkse universiteitscampus KULAK (campus van de Katholieke Universiteit Leuven)
  - de Katholieke Hogeschool Zuid-West-Vlaanderen Katho, nu Katholieke Hogeschool Vives genoemd.
    - HANTAL, Departement Handelswetenschappen en bedrijfskunde
    - HIVV, Departement Verpleegkunde en vroedkunde
    - IPSOC, Departement Sociaal-agogisch werk
    - VHTI, Departement Technologie en informatica

  - Syntra West, Centrum voor Middenstandsopleiding
- ontspanning en winkels
  - een vestiging van de internationale bioscoopketen Kinepolis
  - een vestiging van de Franse sportketen Décathlon
  - Kennedybos
  - Kasteelpark 't Hooge
  - de Internationale Rozentuin

## Verkeer en vervoer
Hoog Kortrijk grenst aan de autosnelweg E17 en het Ei van Kortrijk. In 2008 werd een nieuwe bypass aangelegd aan het ei, zodat automobilisten rechtstreeks naar het nieuwe AZ Groeninge, campus Kennedylaan kunnen zonder daarvoor op het drukke rondpunt voor het Kinepoliscomplex te moeten rijden. De centrale as op Hoog Kortrijk is de President Kennedylaan.
De Kortrijkse stadsbuslijnen 1, 12 en 13 ontsluiten het stadsdeel. In 2008 werd een studie opgestart met betrekking tot een betere ontsluiting voor het openbaar vervoer tussen de binnenstad van Kortrijk en Hoog-Kortrijk.
Op Hoog Kortrijk bevindt zich eveneens een Park & Ride-pendelparking die een vlotte busverbinding heeft met de binnenstad.